# 목포남초등학교
목포남초등학교는 대한민국 전라남도 목포시에 있는 초등학교다.

## 학교 연혁
- 1964. 03. 02 목포남초등학교 개교
- 1984. 06. 30 병설유치원 개원
- 2000. 04. 03 목포남초등학교 교사 개축
- 2015. 02. 13 제51회 졸업식(31명 졸업) 총 13,919명
- 2015. 03. 01 제20대 문평호 교장선생님 부임
- 2017. 09. 01 제 21대 이수환 교장선생님 부임
- 2019. 02. 15 제 55회 졸업식(18명 졸업) 총 14,000명